# Галапагоски чинки
Галапагоските чинки (Geospizini), известни още като дарвинови чинки, са група от 13 или 14 вида Врабчоподобни птици, които се срещат само на Галапагоските острови и на Кокосовия остров (западно от Коста Рика). Тяхната таксономична класификация все още не е категорично утвърдена. На базата на скорошни проучвания те се отнасят към американските Тангарови (Thraupidae, Sibley & Monroe 1993), пойни птици, подобни на европейските чинки, но традиционно се класифицират като представители на Овесарковите (Emberizidae) или на Чинковите (Fringillidae), отделени в подсемейство Geospizinae.
Дарвиновите чинки са популярни с вариациите в големината и формата на клюна при различните видове според различията в начина на хранене. Тази диференциация и специализация на видовете в рамките на една обособена, близкородствена група е сочена като класически пример в подкрепа на еволюционната теория на Чарлз Дарвин, както и за един от най-добрите примери за адаптивна радиация в еволюционната биология. Поради значението им в развитието на еволюционната теория те са наречени с общото наименование „дарвинови чинки“, въпреки че самият Дарвин никога не е мислил да ги нарича с това име. Напоследък в литературата все по-често се среща и името „грантови чинки“ поради дългогодишните изследвания на Питър и Розмари Грант върху начина им на живот и еволюирането им.

## Обща характеристика

### Описание
На големина галапагоските чинки са с размерите на врабче и достигат от 10 до 20 cm. дължина на тялото и тегло 10 – 20 грама. Един от най-дребните представители от тях е насекомоядната чинка. Макар и малки, разликите в размерите при различните видове имат съществено значение в междувидовите отношения. Те имат къси закръглени крила и закръглена опашка, която често е килната на една страна.
Всички видове имат сходно по цвят оперение. То варира от сиво, черно и кафяво до маслиненочерно. Обикновено има изразен полов диморфизъм, свързан с разлики в цвета при двата пола. Оперението на мъжките е черно, а на женските сиво-кафяво. Изключение от това правило са мъжките екземпляри на плодоядната и трите вида дървесни чинки. Цветът на оперението им никога не става напълно черен с изключение на главата, врата и горната част на гърдите. Мъжките на останалите два вида от род Camarhynchus (мангрова и кълвачева чинка) са с тъмно маслинено оперение. Главната разлика между видовете е в размерите и формата на клюна във връзка със специфичния начин на хранене на всеки от тях, като по този начин различните видове заемат различни екологични ниши.

### Разпространение
Почти всички видове галапагоски чинки се срещат само на островите Галапагос. Изключение прави само чинката от вида Pinaroloxias inornata, която обитава Кокосовия остров. Разпространението на някои видове също така е ограничено само до един или два галапагоски острова. Така например средната дървесна чинка населява единствено остров Флореана. Известно е, че на централните острови на архипелага могат да се срещат едновременно до 10 вида чинки. След посещението на Дарвин (през 30-те години на XIX век) някои видове са ограничили своя ареал на разпространение поради неблагоприятния ефект от човешката дейност. Остроклюната земна чинка изчезва от остров Санта Круз, голямата земна чинка изчезва от островите Сан Кристобал и Флореана, а мангровата чинка изчезва от местообитанията си на остров Фернандина. Един от най-разпространените видове е малката земна чинка, която не се среща единствено на островите Дженовеза, Дарвин, Волф и редица по-малки островчета. Останалите два вида земни чинки почти покриват същия ареал на разпространение. Обикновената кактусова чинка обитава всички централни острови от архипелага с изключение на остров Фернандина. Въпреки че на този остров има наличие на кактусови дървета от вида Opuntia echios, от които птиците си осигуряват храна, тук те не се срещат. Като вероятна причина за това се смята активната вулканична дейност на острова. Голямата кактусова чинка е с по-ограничен ареал на разпространение и се среща единствено на островите Еспаньола, Дженовеза, Дарвин и Волф. Плодоядната чинка е разпространена във влажните гори на големите острови. Малката дървесна чинка живее на всички острови с изключение на Еспаньола, Дженовеза, Марчена и Дарвин. Голямата дървесна чинка не се среща на островите Волф, Санта Фе, Балтра, Пинсон и Рабида. Тя е рядък представител и на остров Флореана. Насекомоядната чинка е една от най-дребните и най-разпространените на архипелага дарвинови чинки.

### Хранене
Повечето галапагоски чинки се хранят със семена, цвят или насекоми. Малките, средните и остроклюните земни чинки се хранят предимно с кърлежите, паразитиращи по галапагоските костенурки и игуани. Остроклюните земни чинки от остров Волф, известни като „чинки вампири“, пробиват кожата на гнездящите на острова морски птици и пият кръвта им. Кълвачевите и мангровите чинки са известни с това, че използват тънки клечки или кактусови бодили като оръдия на труда, за да измъкват ларви от дупките им под кората на дърветата.
Въпреки че отделните видове са се приспособили към определен вид храна, като цяло дарвиновите чинки са всеядни птици. Възможността да се хранят с разнообразна храна им позволява да оцеляват през сухия сезон, когато хранителните ресурси на островите са изключително ограничени. Така чинките имат предимство в конкуренцията с други птици и животни за хранителни източници.

### Размножаване и отглеждане на малките
Полова зрялост настъпва на първата година, макар че при два от видовете настъпва в периода между третия и шестия месец. Размножаването на птиците е пряко свързано с валежите и наличието на хранителни ресурси. Изследване в периода 1963 – 1964 г. показва, че първият голям дъжд на остров Санта Круз пада на 23 – 24 февруари 1963 г. Веднага след това птиците снасят яйца и започват да мътят. Следващият период на мътене е наблюдаван през месец декември същата година, непосредствено след слаби валежи през предходния месец. Сезонът на чифтосване на дарвиновите чинки обикновено започва след първите големи валежи на дъждовния сезон. На Галапагоските острови той е в периода от декември до март. Мъжкият ухажва женската като изгражда чашковидно гнездо с характерен купол от клонки, трева, кора, пера и други материали, които той открива в своята територия, отвоювана от други мъжки екземпляри. Обикновено мъжкият изгражда повече от едно гнездо на височина от 1 до 10 метра, а в някои случаи почиства и стари гнезда, създадени от други чинки. През периода на мътене на яйцата той непрекъснато посещава гнездото. Женската снася от две до пет бели яйца, обагрени в бледорозови петънца. Мъжкият продължава да носи храна на новоизлюпените малки докато отраснат и станат способни да си я набавят сами.
Чинката на Кокосовия остров снася яйца през цялата година, но по правило най-често в периода януари – май.

### Списък на видовете
Няколко десетилетия таксономите са причислявали четирите рода дарвинови чинки към семейство Овесаркови (Emberizidae, Sulloway 1982). Въпреки това таксономията на Сибли-Алкуист поставя дарвиновите чинки в групата на семейство Тангарови (Thraupidae, Sibley & Monroe 1993). Според класификацията на Burns и Skutch (2003) те също са причислени към семейство Тангарови. Американският орнитологически съюз, поставя чинката на Кокосовия остров към семейство Овесаркови, но със звездичка, което показва, че класификацията им е вероятно погрешна.
- Род Земни чинки (Geospiza) Gould, 1837
  - Вид Голяма кактусова чинка (Geospiza conirostris) (Ridgway, 1890)
  - Вид Остроклюна земна чинка (Geospiza difficilis) (Sharpe, 1888)
    - Подвид Чинка вампир (Geospiza difficilis septentrionalis) (Rothschild & Hartert, 1899)

  - Вид Средна земна чинка (Geospiza fortis) (Gould, 1837)
  - Вид Малка земна чинка (Geospiza fuliginosa) (Gould, 1837)
  - Вид Голяма земна чинка (Geospiza magnirostris) (Gould, 1837)
    - Подвид †Дарвинова едроклюна чинка (Geospiza magnirostris magnirostris) Gould, 1843

  - Вид Обикновена кактусова чинка (Geospiza scandens) (Gould, 1837)
- Род Дървесни чинки (Camarhynchus) Gould, 1837
  - Вид Плодоядна чинка (Platyspiza crassirostris) (Gould, 1837)
  - Вид Голяма дървесна чинка (Camarhynchus psittacula) (Gould, 1837)
  - Вид Средна дървесна чинка (Camarhynchus pauper) (Gould, 1837)
  - Вид Малка дървесна чинка (Camarhynchus parvulus) (Gould, 1837)
  - Вид Кълвачева чинка (Camarhynchus pallidus) (Sclater & Salvin, 1870)
  - Вид Мангрова чинка (Camarhynchus heliobates) (Snodgrass & Heller, 1901)
- Род Насекомоядни чинки (Certhidea) Gould, 1837
  - Вид Зелена насекомоядна чинка (Certhidea olivacea) (Gould, 1837)
  - Вид Сива насекомоядна чинка (Certhidea fusca) (P.L. Sclater and Salvin, 1870)
- Род Pinaroloxias Sharpe, 1885
  - Вид Чинка на Кокосовия остров (Pinaroloxias inornata) (Gould, 1837)

## Природозащитен статус и опазване
Макар и в ограничени популации, галапагоските чинки са високо приспособими и повечето видове понастоящем не са застрашени от изчезване, с изключение на средната дървесна чинка, чинката на Кокосовия остров и мангровата чинка, от която на остров Изабела са останали едва между 60 до 140 екземпляра. Мангровата чинка е вписана в Червения списък на световнозастрашените видове на IUCN като критично застрашена, а другите два вида като уязвими.
Заплахите за оцеляването на галапагоските чинки идват главно от човешката дейност: унищожаване на местообитанията; нашествие на видове, интродуцирани от човека (плъхове, котки, кози) и болести пренесени от интродуцираните видове (птича малария, шаркодифтерит (т.нар. шарка по птиците), западнонилска треска и други).
На Галапагоските острови са установени и паразитиращият вид кръвосмучеща муха Philornis downsi и паразитът Sarcodexia lambens. Philornis downsi е регистрирана на островите за първи път през 1964 г. и вероятно е внесена от континенталната част на Еквадор с плодове и зеленчуци. Първият признак на паразитизъм е установен през 1997 г. при осем вида дарвинови чинки. Възрастната форма на мухата не е опасна за птиците. Ларвната форма се развива в гнездата на галапагоските чинки. През нощните часове те нападат новоизлюпените пилета и се хранят с кръв от тях. Така е възможно до 76% от малките да загинат от изтощение и загуба на кръв. Последиците от този паразит върху популацията на чинките все още не са изцяло оценени.
Критично застрашената мангрова чинка, която живее и се размножава единствено в две мангрови гори на остров Изабела, е пример за драстично намаляване на числеността на вид. Птиците снасят яйца, мътят и отглеждат малките по два или три пъти в годината, в зависимост от валежите и наличието на храна на островите. Плъховете и котките са сериозна заплаха за възрастните, малките и яйцата, а паразитиращата муха Philornis downsi застрашава новото поколение. В региона се развива нелегален улов на морски краставици. Рибарите създават временни биваци като изсичат мангровите гори с цел добиване на дърва за огрев. Така те допълнително ограничават естествената среда за живот на мангровата чинка. Покачването на водите на Световния океан в резултат на глобалното затопляне също представлява заплаха за този вид.
Подобно на мангровата чинка, средната дървесна чинка е застрашена от загуба на местообитания заради разширяването на обработваемите площи и внасянето на различни видове животни от човека. През 1959 г. е създаден националният парк „Галапагос“, който включва и по-голямата част от остров Флореана, където единствено се срещат представители на вида. Основният ареал на средната дървесна чинка обаче не влиза в него. Причината за това е, че тези площи са заети от ферми с развито пасищно животновъдство. През декември 2006 г. националният парк започва ликвидирането на всички кози и магарета от Флореана. Консервационните мерки на острова включват и контрол и унищожаване на паразита Philornis downsi, разширяване на националния парк с включване на селскостопанската зона на Флореана и контрол срещу въведени видове. В началото на 2009 г. Центърът за биологично разнообразие в САЩ предлага средната дървесна чинка, заедно с други видове латиноамерикански птици да бъде включена и в Списъка на застрашените видове на САЩ.
Основните заплахи за чинката на Кокосовия остров също се дължат на човешкото влияние: внесени животни, разрушаване на естествените местообитания и безпокойство от туристи. За опазването на вида спомага създаването на Национален парк „Остров Кокос“.

## Еволюция
Дарвиновите чинки са класически пример от учебниците по биология, онагледяващ еволюционната теория на Чарлз Дарвин за произхода на видовете. Смята се, че всички те произлизат от един-единствен вид чинки, които носени от ветровете, долитат на островите Галапагос от Южна Америка преди около 2 – 3 милиона години. Попадайки в изолация, в борбата си за оцеляване тези птици са принудени да търсят алтернативни източници на препитание поради оскъдицата на Галапагоските острови.
Класическият тип на човката при чинките от материка представлява къс и здрав клюн пригоден за разчупване на семена. При някои видове галапагоски чинки се наблюдава удебеляване на клюна, свързано с разчупване на семена с по-здрава обвивка. При други видове настъпва точно обратния процес. Клюнът изтънява и се удължава във връзка с преминаването към друг вид храна – насекоми. По този начин ориентирането към хранене с различни семена и плодове, а при други към хранене с насекоми налага възникването на специфични изменения в размерите и формата на клюна. Така първоначалният вид еволюира в различни насоки, образувайки нови видове с различна форма и големина на клюна.
Търсеният общ предшественик на галапагоските чинки според някои е чинката от вида Volatinia jacarina, обитаваща тихоокеанските брегове на Южна Америка в района на Чили и Перу. Съществува и друга теория по този въпрос, основана на сравнителен анализ на митохондриалната ДНК на 28 сходни вида населяващи Материка и Карибския басейн с тази на известните днес 13 вида чинки на Галапагос. Данните сочат, че те са генетично най-близки до вида тъмен тиарис (Tiaris obscurus). Представителите на род Tiaris произлизат от Карибските острови и през плейстоцена мигрират към Централна и Южна Америка. Съгласно тази теория Кокосовият остров е послужил като трамплин при заселването на изолираните вулканични острови. 

### Предистория – теорията на Дарвин
По време на пътешествието с кораба на Негово Величество Бийгъл край Галапагоските острови (1835 г.) младият естествоизпитател Чарлз Робърт Дарвин не обръща особено внимание на невзрачните галапагоски чинки, без да подозира колко значими ще се окажат те впоследствие за труда на живота му За произхода на видовете. Той знае как да отстрелва и съхранява образци от птици, но няма опит в орнитологията и по онова време се интересува главно от геологията на островите, като оставя отстрела на птици на своя прислужник Симс Ковингтън.
На Галапагос и впоследствие Дарвин е привърженик на униформизма на Чарлз Лайъл и неговите центрове на творение, в които видовете се появяват напълно приспособени за местообитанията си и в случаи на драматични промени в средата измират, като отхвърля идеята на Ламарк за трансмутация на видовете. Дарвин се интересува главно от географското разпространение на видовете и по-конкретно от връзките между островните видове и тези от близките континенти. На остров Чатман той описва присмехулници подобни на тези, които среща в Чили и след като на остров Чарлз се натъква на друг вид, грижливо отбелязва в бележките си местата на отстрела им, без да обърне особено внимание на местните чинки. Преглеждайки бележките си на път за Таити, Дарвин с изненада забелязва, че всъщност има пред себе си три различни вида присмехулници от три различни острова. Девет месеца по-късно, вече на път за дома, този факт заедно с новината, която научава за галапагоските сухоземни костенурки, го кара да се усъмни в стабилността на видовете .
След завръщането си в Англия, на 4 януари 1837 г. Дарвин представя пред Лондонското геоложко дружество събраните от него образци от животински видове, сред които и галапагоските чинки. Птиците са предоставени на изявения орнитолог Джон Гулд за идентификация. Резултатите от работата на Гулд изумяват всички и предизвикват сензация в пресата. Галапагоските косове, черешарки, чинки и дори дарвиновото орехче, както сам ги определя, се оказват „група земни чинки, толкова специфични, че оформят напълно нова група, съдържаща 12 вида.“, по думите на Гулд. В заключение 25 от 26-те сухоземни птици на Галапагос се оказали напълно нови и специфични видове, които не се срещат никъде другаде по света, но наподобяват видове, разпространени в Южна Америка. Озадачен от това сходство в разнообразието, Дарвин преразглежда бележките си, за да си припомни местонахожденията по острови на различните видове и се допитва до останалите участници в експедицията, събирали образци от птици отбелязвайки местата на отстрела им: капитана на Бийгъл Робърт Фитцрой, неговия стюард Хари Фулър и личния си прислужник Ковингтън. В крайна сметка преосмислянето на събраната информация връща Дарвин отново към идеята за трансмутация на видовете. 
По-късно, когато подготвя дневника си за публикация под заглавието „Дневник и бележки“ (преиздадена впоследствие като „Пътешествие около света с кораба „Бийгъл“), Дарвин описва откритията на Гулд, като отбелязва за чинките: „Тези птици са най-изключителните от всички на архипелага… Всички видове, с изключение на два, се хранят на ята на земята и имат много сходни навици. Забележителното при тази обособена група е, че може да се проследи почти идеална градация в структурата и формата на клюна, който при едни надминава по размери този и на най-едрата черешарка, а при други почти не се различава от този на коприварчето.“ През 1839 г. Дарвин формулира своята теория за естествения отбор и допълва преиздадения през 1845 г. „Изследователски дневник“ с илюстрация, показваща клюновете на четири чинки с коментара: „Виждайки тази градация и различията в структурата на една малка, близкородствена група птици, можем да си представим как от първоначално малобройния птичи свят на този архипелаг, един вид е бил изолиран и модифициран в различни насоки.“ (виж картинката в началния таксошаблон)
Дарвин обръща голямо внимание на дивергенцията на видовете птици на Галапагоските острови в главата от Произход на видовете, посветена на географското разпространение:
| „ | Най-забележителният и важен факт за нас по отношение на обитателите на островите е тяхната прилика с тези от близкия континент, без при това да са един и същ вид. На Галапагоския архипелаг… почти всяка рожба на земята и водата носи очевидния отпечатък на американския континент. Има общо тридесет и шест вида птици, от които тридесет и пет се класифицират от г-н Гулд като отделни видове, които най-вероятно са създадени тук. И все пак близката им прилика с американските видове във всеки белег, в навиците им, в жестовете, в гласовете им, е ясно изразена… Естествоизпитателят, който наблюдава обитателите на тези вулканични острови в Тихия океан, отдалечени на няколкостотин километра от материка, има чувството, че се намира в Америка. На какво се дължи това? Защо видовете, които се предполага, че са създадени на архипелага Галапагос, и никъде другаде, показват такава поразителна прилика с тези, създадени в Америка? Няма нищо в условията на живот, в геоложката природа на островите, в тяхната надморска височина или климат, или в съотношението на различните класове, което да се доближава до условията по южноамериканския бряг. В действителност има значително различие във всички тези аспекти. От друга страна, има значително сходство във вулканичната природа на почвата, в климата, височината и размера между Галапагоските острови и островите Зелени нос. По отношение на техните обитатели обаче, разликите са тотални! Обитателите на островите Зелени нос са близки до тези в Африка, както тези от Галапагоските до Америка. Смятам, че този неоспорим факт не може да се обясни с общоприетото виждане за отделни актове на сътворение. Каквото и да се твърди, очевидно е, че Галапагоските острови най-вероятно са били колонизирани, дали вследствие на случаен пренос или поради наличие в миналото на сухоземна връзка с Америка. Същото важи и за островите Зелени нос и Африка. Смятам също така, че заселниците биха били предразположени на модификации – поради закона за наследствеността, който издава изначалното им родно място. | “ |

В статията от 1936 г. на британския орнитолог Пърси Лоу „Чинките от Галапагос и връзката им с дарвиновата концепция за произхода на видовете“ (The finches of the Galapagos in relation to Darwin's conception of species) за пръв път галапагоските чинки са наречени на Дарвин. Впоследствие новото им наименование е популяризирано от еволюционния биолог Дейвид Лак благодарение на второто издание на книгата му „Дарвиновите чинки“ публикувана през 1961 г. Напоследък все по-често се налага името „грантови чинките“ в чест на изследванията на семейство Грант върху тяхното разпространение и видоизменение.

### Пример за еволюция в реално време
От 1973 г. насам без прекъсване семейство Питър и Розмари Грант, британски еволюционни биолози от Принстън, следят развитието на популациите земни чинки на малкия вулканичен остров Дафне. Резултатите от техните изследвания от една страна потвърждават еволюционната теория на Дарвин, онагледявайки естествения отбор в действие, но от друга изтъкват пропуските в традиционните възгледи за хода на еволюцията като бавен и постепенен непрекъснат процес. Ето и кратка хронология на събитията на остров Дафне от последните 30-ина години, като пример за микроеволюция и за явлението изместване на белезите:
- През 1977 г. на островите Галапагос настъпва голяма суша и 85 % от средните земни чинки (Geospiza fortis) на остров Дафне измират от глад. Оцеляват само птиците с малко по-големи и здрави клюнове от останалите, съумели да разчупят последните останали твърди костилки и семена. Потомството на тези малцина оцелели съответно има по-големи клюнове, отколкото преди.

- В периода 1982 – 1983 г. вследствие на Ел Ниньо, климатът на Галапагос се изменя драстично, като валежите продължават цели 8 месеца почти без прекъсване. За видовете на сушата това е време на изобилие и разцвет. От пренаселените съседни острови на Дафне долитат няколко големи земни чинки (Geospiza magnirostris). Съумявайки да отгледат до 8 поколения на година, пришълците много бързо завземат острова и започват да изместват местните по-дребни средни земни чинки в борбата за по-трудните за трошене, но по-хранителни едри ядки и семена.

- В периода 2003 – 2004 г. на Галапагос отново настъпва голяма суша и за средните земни чинки това е поредното изпитание на живот и смърт. И двата вида страдат от сушата, но този път по-дребният вид не може да мери сили с доминиращия по-едър в борбата за оскъдната по-добра храна. В резултат на това средните земни чинки със сравнително по-големи клюнове започват да измират в по-голяма степен от своите събратя със сравнително по-малки клюнове. Така в крайна сметка новото поколение средни земни чинки на Дафне еволюира за пореден път пред очите на изследователите, този път към по-малък клюн за хранене с малките семена, подминавани от голямата земна чинка.

Още Дарвин е смятал на времето, при формулирането на своята теория за еволюцията, че конкуренцията между два вида (в случая за храна, под влияние на промяната на местния климат) може да ги накара да еволюират в различни посоки, но семейство Грант правят първото наблюдение на това явление в природата. Другото важно откритие от техните изследвания е, че този процес може да настъпи в рамките на едно-единствено поколение, буквално за една година. Макар чинките с по-голям или по-малък клюн да не са нов вид, Питър Грант смята, че е въпрос на време (няколко поколения) да се появи такъв. Неговите представители вече няма да се кръстосват с птици от вида на родителите им. Семейство Грант установяват също така, че някои от сегашните видове чинки са в състояние да се кръстосват помежду си. Случаите на хибридизация обаче са изключително редки. Освен това хетерозисният ефект в случая не играе съществена роля, защото преобладаващата част от хибридите, въпреки че са фертилни, не се кръстосват помежду си и не дават второ хибридно поколение (F2), а се кръстосват интрогресивно с представители на родителските групи.

### Дарвиновите чинки и възможността за репродуктивна изолация
Нови проучвания в областта на еволюцията на галапагоските чинки свързват промените на формата и функцията на клюна с промени в структурата на вокала в изпълняваната от тях пойна песен. Тази връзка се оказва, че играе значителна роля в динамиката на чифтосване на дарвиновите чинки. Функционалната връзка между клюна и пойната песен може да допринесе за процеса на видообразуване и адаптивна радиация на тези птици.  Резултатите се базират на изследване на популацията на Голямата кактусова чинка на остров Дженовеза. Мъжките екземпляри изпълняват различни песни. Тези от група А имат по-дълго оповестяване на песента си, отколкото мъжките от група Б. В периода, когато те не се чифтосват, храната се набавя доста трудно. Практически и двете функционални групи мъжки си набавят храната по различен начин. Териториите, които заема всяка от групите мъжки, не се застъпват с територията на другата група. Това подсказва, че женската може да прави разлика между отделните групи според песента, както и да определи предпочитанията ѝ за чифтосване с екземпляр от една от двете групи. Всяка от тях заема различна екологична ниша, в която могат да се саморегулират. По този начин е възможно да постигнат пълна репродуктивна изолация благодарение на избирателно чифтосване.

### Съвременни изследвания на молекулярно ниво
През 2004 г. научен екип към Харвардския университет, воден от биолога д-р Клиф Табин, изказва предположението, че костният морфогенезисен протеин 4 (BMP4) със своята диференцираща експресия по време на развитието е определящ за вариациите в размера и формата на клюна при чинките. BMP4 се активизира по време на ембрионалното развитие на индивида, определяйки характеристиките на скелета (включително и на клюна). Когато генът за BMP4 се активира в челюстта на ембриона, клюна става по-широк и по-дълбоко врязан. Действието му е най-изразено при голямата земна чинка. Чрез експерименти върху домашни кокошки учените успяват да постигнат очакваните резултати в подкрепа на своето предположение и изследването им е публикувано в списание Science . През август 2006 г. същият научен екип публикува в списание Nature и своето откритие, че разликите във формата на клюна при Дарвиновите чинки се определят също и от малките разлики във времевата и пространствена експресия на гена за протеина калмодулин (CaM), който действа по подобен начин на BMP4.
Той прави клюна тънък и дълъг и е с най-изразено действие при голямата кактусова чинка.
В допълнение към това, генът болдинудин в части на клюна, подобно на хомеотичния ген 4 (HOX4), отговорен за мутациите на определена част от тялото, стимулира действието на протеина CMP1 и според полутеоретичната популационна генетика така причинява непрекъсната експресия и епигенетична метилизация, както и модификация на протеина хистон. От друга страна двойните спирали на CMP1 се влияят от метилов регулатор известен като tertaforin-melanin-cumusforus. Данните от анализа на микропоследователностите комбиниран с анализ на полиморфизми по дължината на рестрикционните фрагменти потвърждават, че еволюцията на клюна се осъществява посредством тези хомеотични промени чрез метилизация. Остава загадка обаче какво, кога и как предизвиква тези промени по естествен път.